# Донской (Калачёвский район)
Донской — посёлок в Калачёвском районе Волгоградской области России. Входит в состав Ляпичевского сельского поселения. Население 612 чел. (2010) .

## История
В соответствии с Законом Волгоградской области от 20 января 2005 года № 994-ОД «Об установлении границ и наделении статусом Калачёвского района и муниципальных образований в его составе», посёлок вошёл в состав образованного Ляпичевского сельского поселения.

## География
Расположен в юго-западной части региона, на восточном берегу Цимлянского водохранилища (Дона).
Уличная сеть состоит из 15 географических объектов: Казачий пер., Речной пер., ул. Берёзовая, ул. Дачная, ул. Историческая, ул. Лесная, ул. Морская, ул. Набережная, ул. Садовая, ул. Сосновая, ул. Степная, ул. Тополиная, ул. Центральная.
Абсолютная высота 39 метров над уровнем моря.

## Население
| 2010 |
| ---- |
| 612  |

Гендерный состав
По данным Всероссийской переписи населения 2010 года в гендерной структуре населения из человек 612 мужчин — 297, женщин — 315 (48,5 и 51,5 % соответственно).
Национальный состав
Согласно результатам переписи 2002 года, в национальной структуре населения
русские составляли 90 % из общей численности населения в 790 чел..

## Инфраструктура
Развитое сельское хозяйство. Личное подсобное хозяйство.

## Транспорт
Водный и автомобильный транспорт.